# Phygadeuon infelix
Phygadeuon infelix là một loài tò vò trong họ Ichneumonidae.